# Heliocopris dolosus
Heliocopris dolosus är en skalbaggsart som beskrevs av Emile Janssens 1939. Heliocopris dolosus ingår i släktet Heliocopris och familjen bladhorningar. Inga underarter finns listade i Catalogue of Life.